# Demmin
Demmin (phát âm tiếng Đức: [dɛˈmiːn]) là một town bang Mecklenburg-Western Pomerania, Đức. Đô thị Demmin có diện tích 81,56 km², dân số thời điểm ngày 31 tháng 12 năm 2006 là người. Đây là huyện lỵ huyện Demmin.

## Cư dân nổi tiếng

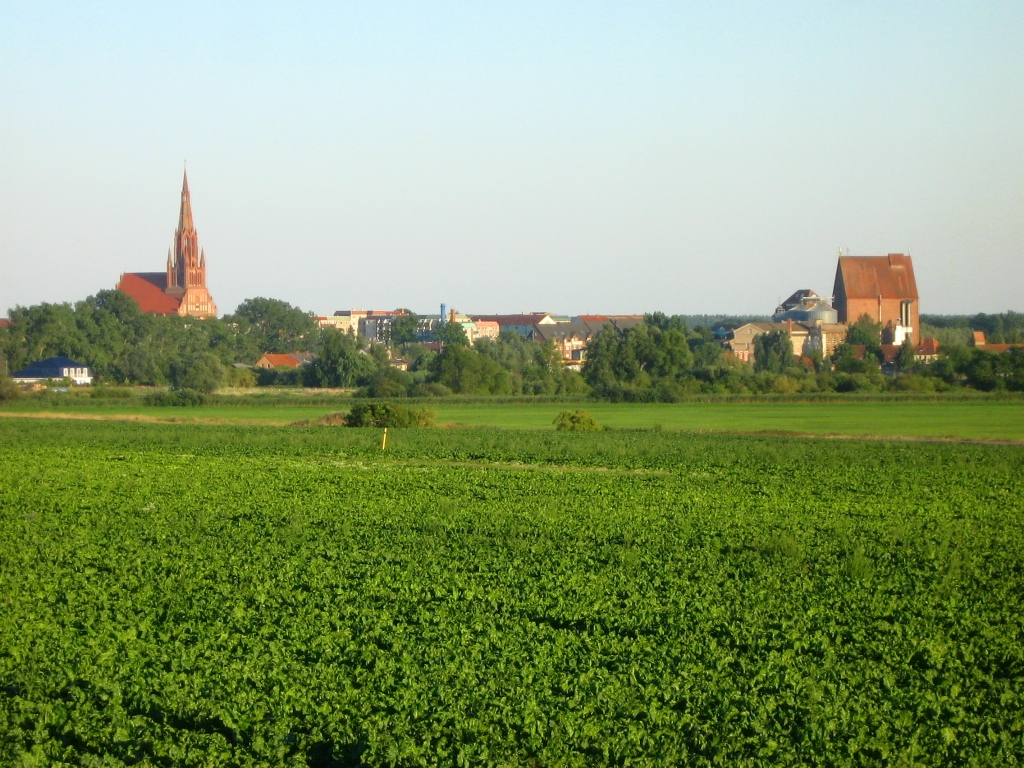

- Joachim Lütkemann (1608-1655), tác gia
- Heinrich Carl von Schimmelmann (1724-1782), nhà chính trị
- Julius Friedrich Cohnheim (1839-1884), nhà bệnh lý học
- Willy Schulz-Demmin (1892-1974), họa sĩ
- Hans-Adolf Asbach (1904-1976), nhà chính trị
- Willi Laatsch (1905-1997), nhà sư phạm
- Paul von Maltzahn (born 1945), nhà ngoại giao
- Andy Glandt, người chơi banjo